# Thelypodium brachycarpum
Thelypodium brachycarpum là một loài thực vật có hoa trong họ Cải. Loài này được Torr. miêu tả khoa học đầu tiên năm 1874.